# 신의 없는 선거인

신의 없는 선거인 관련 법안
투표는 무효이며 처벌을 받음
투표는 무효
투표는 유효하며 처벌을 받음
투표는 유효
관련 법안 없음

신의 없는 선거인(영어: Faithless elector)은 미국의 대통령 선거에서 선거인이 어떠한 이유로 자신이 투표하여야 할 대통령 후보자나 부통령 후보자에게 투표하지 않는 것을 일컫는 용어이다. 이 경우, 다른 후보자에게 투표하거나 투표를 하지 않는 것 모두 포함한다.
선거인단은 보통 정당이나 정당의 대통령 후보자가 선택하거나 지명하는데, 이들은 일반적으로 선거 후보자나 정당에서 높은 신임을 받는 당원이다. 신의 없는 선거인은 당의 질책을 받거나 정치적 보복을 받을 위험이 있다. 몇몇 주에서는 이러한 신의 없는 선거인을 잠재적인 범죄라고 규정하기도 한다. 선거인단 후보자는 선거일보다 몇 달 앞서서 주 정당에서 선출한다. 몇몇 주에서는 예비선거에서 선거인단을 선출하여, 같은 방식으로 다른 선거인단을 지명하는 방식을 사용하기도 한다. 오클라호마주, 버지니아주, 노스캐롤라이나주와 같은 몇몇 주에서는 정당대회에서 선거인단을 선출한다. 펜실베이니아주에서는 선거위원회에서 선거인단을 위한 후보자를 지명한다.
역사상 157번의 불충실한 선거인이 발생하였으나, 대통령 선거의 결과를 뒤집은 적은 아직까지 없다. 1836년에는 버지니아주의 선거인 23명이 인종간 결혼이 부도덕하다는 생각에 따라 자신이 투표하여야 할 부통령 후보 리처드 멘터 존슨에게 투표하지 않는 사건이 발생하였다. 그러나 어느 부통령 후보도 선거인단 선거에서 과반 득표를 하지 못했기 때문에 상원에서 존슨을 부통령으로 선출하면서 결과적으로 불충실한 선거인이 선거 결과를 뒤집지 못하였다.

## 법적인 입장
21개의 주는 선거인단에게 지정된 후보자에게 투표하도록 강제하는 법안이 없다. 29개의 주(컬럼비아 구를 포함)는 신의 없는 선거인을 처벌하는 법안이 있다. 이 때에 투표는 강제성이 없어 처벌은 받되 투표는 유효하다. 그러나 미시간주나 미네소타주와 같은 몇몇 주에서는 신의 없는 선거인의 투표를 무효로 하고 있다.
2008년까지 미네소타주 선거인단은 비밀투표로 진행되었는데, 이러한 이유로 누가 불충실한 선거인인지 알 수가 없었다. 2004년에 선거인단 중 누군가가 불충실한 선거를 하였는데, 미네소타주 법은 대중에게 선거인단의 투표를 제공하고, 불충실한 선거인의 투표를 무효로 하도록 개정하였다.
이러한 법률들의 합헌성은 1952년 레이 대 블레어 사건에 대한 미국 대법원의 판결에서 나타난다. 법원은 선거인단에게 지정된 후보자에게 투표하도록 하는 주의 권리에 호의적이었으며, 다른 후보자에게 투표한, 즉 신의 없는 선거인의 표를 무효하는 것에도 호의적으로 판결하였다. 한 번 선거인단이 투표를 하면, 그들의 투표를 주가 변경할 수 있는데, 미시간주나 미네소타주처럼 신의 없는 선거인의 표를 무효로 하는 주들이 대표적인 경우이다. 24개 주에서 불충실한 선거인은 선거인이 투표를 한 이후에 처벌받을 수 있도록 하는데, 미국 대법원은 주 선거를 통해 선발된 선거인단은 연방 정부가 아니라 주의 의견을 반영하여 행동하여야 한다고 규정하고 있다. 그러므로 각각의 주는 선거인단을 규제할 권리를 가지며, 신의 없는 선거인을 처벌하기 위한 주 법률의 합헌성은 미국 대법원이 판결하거나 결정할 수 있는 부분이 아니다.

## 사례
- 1796년 미국 대통령 선거 - 펜실베이니아주의 선거인 새뮤얼 마일스는 선거에 따라 대통령은 연방당의 존 애덤스에 투표해야 했으나 민주공화당의 토머스 제퍼슨에게 투표하였다. 그는 다른 표에서도 찰스 핑크니를 택하였다. 수정 헌법 12조의 발효 전이라 선거인단은 2명에 투표할 수 있었다.
- 1808년 미국 대통령 선거 - 뉴욕주의 선거인 6명은 선거에 따라 대통령은 민주공화당의 제임스 매디슨에게, 부통령은 조지 클린턴에게 투표해야 했으나 3명은 대통령에 클린턴, 부통령은 매디슨에 투표했으며, 다른 3명은 대통령에 클린턴, 부통령은 제임스 먼로에 투표하였다.
- 1972년 미국 대통령 선거 - 버지니아주의 선거인 로저 맥브라이드는 선거에 따라 대통령은 공화당의 리처드 닉슨에게 투표해야 했으나 군소 정당인 자유당의 존 호스퍼스에게 투표하였다. 맥브라이드의 불충실표에 따라 같은 당 부통령 후보였던 시어도라 나산은 미국 최초로 선거인단을 확보한 여성 후보가 되었다. 맥브라이드는 4년 뒤에 자유당 소속으로 대선에 출마하였다.
- 1976년 미국 대통령 선거 - 워싱턴주의 선거인 마이크 패든은 선거에 따라 대통령은 공화당의 제럴드 포드에게 투표해야 했으나 공화당 예비경선에서의 경쟁자였던 로널드 레이건에게 투표하였다.
- 1988년 미국 대통령 선거 - 웨스트버지니아주의 선거인 마거릿 리치는 선거에 따라 대통령은 민주당의 마이클 듀카키스에게, 부통령은 로이든 벤슨에게 투표해야 했으나 대통령은 벤슨에게, 부통령은 듀카키스에게 역투표하였다.
- 2000년 미국 대통령 선거 - 워싱턴 D.C.의 선거인 바버라 레트시몬즈는 선거에 따라 대통령은 민주당의 앨 고어에게, 부통령은 조 리버먼에게 투표해야 했으나 백지표를 제출하였다. 그녀는 제출 사유로 워싱턴 D.C.가 미국 본토에 해당됨에도 입법 대표를 선출할 수 없는 상황을 비판하기 위해서라고 답했다.
- 2004년 미국 대통령 선거 - 미네소타주의 한 선거인은 선거에 따라 대통령은 민주당의 존 케리에게, 부통령은 존 에드워즈에게 투표해야 했으나 대통령과 부통령 모두 에드워즈에게 투표하였다. 이 투표는 선거인의 착각으로 발생하였다 여겨지는데, 이는 미네소타 주는 선거인단이 비밀 투표를 하기 때문이다.[9] 이 문제는 지역 내에서 한동안 논란을 일으켰으며 어떤 선거인이 불충실표를 던졌는지 밝혀내기 위한 시도는 모두 실패했다. 미네소타 주의회는 이 선거 이후 선거인단의 투표를 공개 투표로 변경하였다.[10]
- 2016년 미국 대통령 선거 - 7명의 선거인이 서약한 후보와 다른 후보에게 투표했다. 워싱턴주의 선거인 세 명은 선출하기로 한 힐러리 클린턴 대신 콜린 파월 전 장관을 대통령으로 투표하였다. 이들은 각각 수전 콜린스(Susan Collins), 마리아 캔트웰(Maria Cantwell), 엘리자베스 워런을 부통령으로 투표하였다. 하와이주의 한 선거인은 선출하기로 한 클린턴 대신 버니 샌더스를 대통령으로 워런을 부통령으로 투표하였다. 워싱턴 주의 또다른 한 명은 선출하기로 한 클린턴 대신 미국 원주민 환경운동가 페이스 스파티드 이글(Faith Spotted Eagle)을 대통령으로, 원주민과 백인의 혼혈인 환경운동가 위노아 라두크를 부통령으로 투표하였다. 텍사스주의 한 선거인은 존 케이식을, 한 선거인은 론 폴을 대통령으로 투표하였고 한 명은 칼리 피오리나를 부통령으로 투표하였다. 텍사스 주의 선거인은 대통령과 부통령을 각각 다른 투표용지에 적어 비밀투표를 하였으나, 이후 인터뷰를 통해 서약한 후보와 다른 후보를 찍은 7명의 사람들이 누구인지와 그 사람이 누구를 찍었는지 알려지게 되었다. 부통령으로 피오리나를 찍은 텍사스 주의 선거인이 대통령으로 존 케이식을 찍은 것으로 밝혀졌다.

## 같이 보기
- 선서하지 않은 선거인
- 간접 선거